# Kazue Ikura
Kazue Ikura (jap. 伊倉 一恵 Ikura Kazue; ur. 23 marca 1959 w Nagano) – japońska seiyū. Pracuje dla Aoni Production. Dawniej była związana z Production Baobab oraz Tokyo Actor’s Consumer’s Cooperative Society.

## Filmografia
- 1987: City Hunter jako Kaori Makimura
- 1988: Mały lord jako Eric
- 1989: Piotruś Pan jako Tootles
- 1992: Robin Hood jako Robin Hood
- 1995: Sailor Moon SuperS plus: Ami-chan no hatsukoi jako Bonnone
- 1995: 2112: Narodziny Doraemona jako Elmatadora
- 1995: Maluda jako Michie Oosako
- 1999: Pocket Monsters jako Junji
- 2012: Road to Ninja: Naruto the Movie jako Mebuki Haruno